# Jaime Vidal Perdomo
Jaime Vidal Perdomo  (Icononzo, 9 de diciembre de 1931-Bogotá, 28 de febrero de 2018) fue un abogado, diplomático y profesor universitario colombiano.

## Biografía
Egresado de la Universidad Nacional de Colombia en 1954, y especialista en derecho constitucional y administrativo por la Universidad de París I Panthéon-Sorbonne, ocupó diferentes cargos, entre ellos embajador de Colombia en Canadá, secretario jurídico de la presidencia de la República, profesor de la Universidad Externado de Colombia, decano de la facultad de derecho de la Universidad de los Andes y senador de la República. Se desempeñó como profesor de planta de la Facultad de Jurisprudencia (Derecho) en la Universidad del Rosario, en donde ejerció además como director de las especializaciones en derecho constitucional y en derecho administrativo, fue además titular de la distinción de profesor emérito tanto de la misma universidad, como de la Universidad Nacional de Colombia. Es autor de varias obras jurídicas, entre las cuales sobresale su libro de derecho administrativo, tenido como un clásico en la bibliografía jurídica colombiana. También ejerció como vicepresidente de la Academia Colombiana de Jurisprudencia.